# スティード・マルブランク
スティード・マルブランク（Steed Malbranque, 1980年1月6日 - ）は、ベルギー・ムスクロン出身でフランス国籍の元サッカー選手。現役時代のポジションはMF。

## 経歴

### クラブ

#### リヨン
モンペリエHSCの下部組織からオリンピック・リヨンの下部組織へ渡り、トップチームに昇格するまでの間にU-16選手権で2度、U-19の全国大会であるクープ・ガンバルデラで優勝を経験した。1998年2月21日のモンペリエ戦においてプロ初出場を飾って以降、UEFAチャンピオンズリーグの12試合2得点とUEFAカップの7試合を含めて公式戦で96試合に出場。2001年にはクープ・ドゥ・ラ・リーグのタイトルを獲得しているが、決勝戦は未出場だった。なお、この間にイングランド1部のアーセナルFCから誘われたものの、まだ移籍する段階ではないと判断し拒否している。

#### フラム

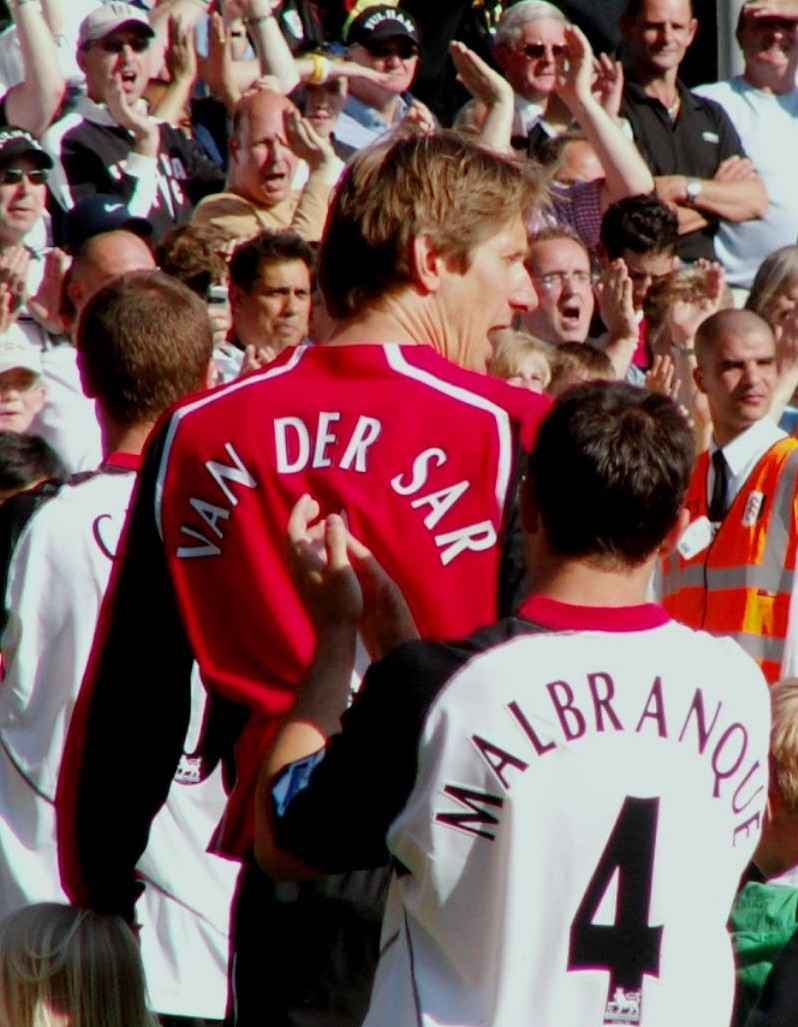
エドウィン・ファン・デル・サールの背後に位置するフラムFC時代のマルブランク

2001年7月31日にクラブ史上最高金額となる移籍金450万ポンドでイングランド1部に昇格したばかりのフラムFCと契約し、マンチェスター・ユナイテッドFC戦 (2-3) で初出場を飾る。加入1季目ながら、9月15日のアーセナル戦 (1-3) で早くも初得点を挙げたのを皮切りに公式戦で10得点を記録するなどの活躍を示したことで、13歳の頃からマルブランクを指導してきたクリスティアン・ダミアーノアシスタントコーチに、代表でジネディーヌ・ジダンを置き換える可能性を秘めていると称賛された。翌2002-03シーズンは降格危機に低迷するチームの中にあって、2003年10月の敵地オールド・トラッフォードでのマンチェスター・ユナイテッドFC戦 (3-1) のように強豪相手に勝利へ導くプレーを見せるなどで残留に一役買っており、最終的に公式戦でチーム最多の13得点を挙げた。なお、上記のマンチェスター・ユナイテッド戦の前日に契約を2007年まで延長している。
フラムでの5季では、UEFAカップ2002-03での6試合3得点を含めて公式戦211試合44得点を記録する活躍に、度々他クラブから狙われる立場にあり、2003年にはチェルシーFCとリヴァプールFC、2005年8月にマンチェスター・シティFCから2度オファーをクラブが拒否していたことで移籍することはなかったが、2005年夏から開始した契約延長の交渉をマルブランク自身が拒否し続けており、契約満了となる2007年に自由契約選手として別クラブに渡る考えだったため、契約期間残り1年を切った2006年夏にオファーを受け入れることをクラブが宣言したことによってボルトン・ワンダラーズFC、ウェストハム・ユナイテッドFC、ニューカッスル・ユナイテッドFC、アストン・ヴィラFC、ポーツマスFCから熱視線を送られ、ミドルズブラFCからは移籍金400万ポンド、レディングFCからも同額のオファーをされる争奪戦に発展し、最終的に移籍市場締切日の8月31日に移籍金200万ポンド+ウェイン・ラウトレッジの1シーズン期限付き移籍のトレードでトッテナム・ホットスパーFCと契約した。

#### トッテナム・ホットスパー
フラム時代の足の付根の負傷から11月まで行動を制限されていたため、11月8日に本拠地ホワイト・ハート・レーンでのポート・ヴェイルFCとのフットボールリーグカップ (3-1) で待望のデビューを飾って63分間出場をし、12月9日の本拠地でのチャールトン・アスレティックFC戦 (5-1) で初得点を挙げた。トッテナムでは、2006-07シーズンのデータで示されたようにリーグ全体でトップ5に入るほどに頻繁に成功率のタックルを仕掛ける労を惜しまないプレーによってファンから人気を集め、2007年3月14日のSCブラガとのUEFAカップ2006-07第2戦では欧州カップ戦でのクラブ通算150番目となる記念すべき得点を記録し、準々決勝進出に貢献したが、4月12日の前回王者セビージャFCとの準々決勝第2戦で相手のコーナーキックからのクリスティアン・ポウルセンのシュートをクリアしようとして自陣ゴールへ蹴り込み、オウンゴールをする失態を演じてしまった。同試合自体は2-2の引き分けだったものの、2試合合計3-4でチームは敗退した。
2008年のチェルシーとのフットボールリーグカップ決勝戦に先発し、タイトル獲得に貢献した。

#### サンダーランド

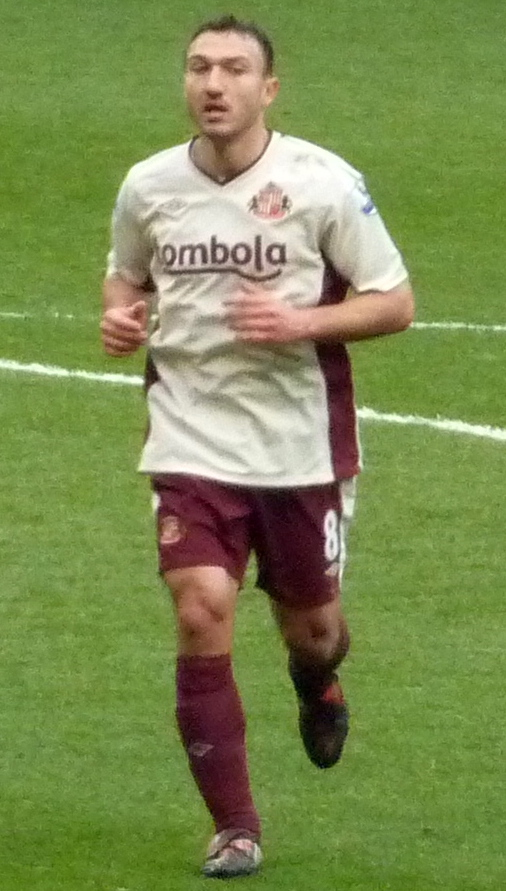
2011年、サンダーランドAFCでプレーするマルブランク

2008年7月30日に同僚のパスカル・シンボンダ、テーム・タイニオと共にサンダーランドAFCへ移籍し、4年契約を締結し、12月20日のKCスタジアムでのハル・シティAFC戦で初得点を挙げ、バローAFCとのFAカップ3回戦で移籍後2得点目を挙げる。サンダーランドでは、スティーヴ・ブルース監督の判断により、本来の右サイドより不慣れな左サイドでの司令塔の役割を求められていたことから、3季の在籍で公式戦2得点のみと以前と比較して減少しているが、その代わりにチームの点取り屋に良質なパスを提供しており、2010年3月9日のボルトン戦では、アシストの記録こそなかったものの、同試合でハットトリックを達成したダレン・ベントからパフォーマンスを絶賛されるなど、チームを影から支えて2009-10シーズンの上位進出に貢献した。翌2010-11シーズンは、ダニー・ウェルベックが期限付き移籍で加入してくると、役割がより顕著となり、そのパフォーマンスで強豪のマンチェスター・シティ、アーセナル、リヴァプール、マンチェスター・ユナイテッドFC戦を含めた7戦無敗に貢献。2011年2月1日のスタジアム・オブ・ライトでのチェルシー戦で移籍後公式戦通算出場数100試合を達成した。

#### サンテティエンヌ
2011年8月3日、リーグ出場数336試合を誇ったイングランドを離れ、古巣リヨンのライバルであるASサンテティエンヌと2年契約を締結した。10年ぶりに戻ってきたフランスでは、FCソショー戦で途中出場によってデビューを飾っているが、この1試合に出場後の9月3日に契約を解除し、癌に侵された息子の看病に専念するため引退すると報じられた、本人は代理人を通じて家族の病気もなく、引退も否定しており、サンテティエンヌも公式サイトで契約解除の発表と共に病気の件に触れて否定している。

#### リヨン復帰

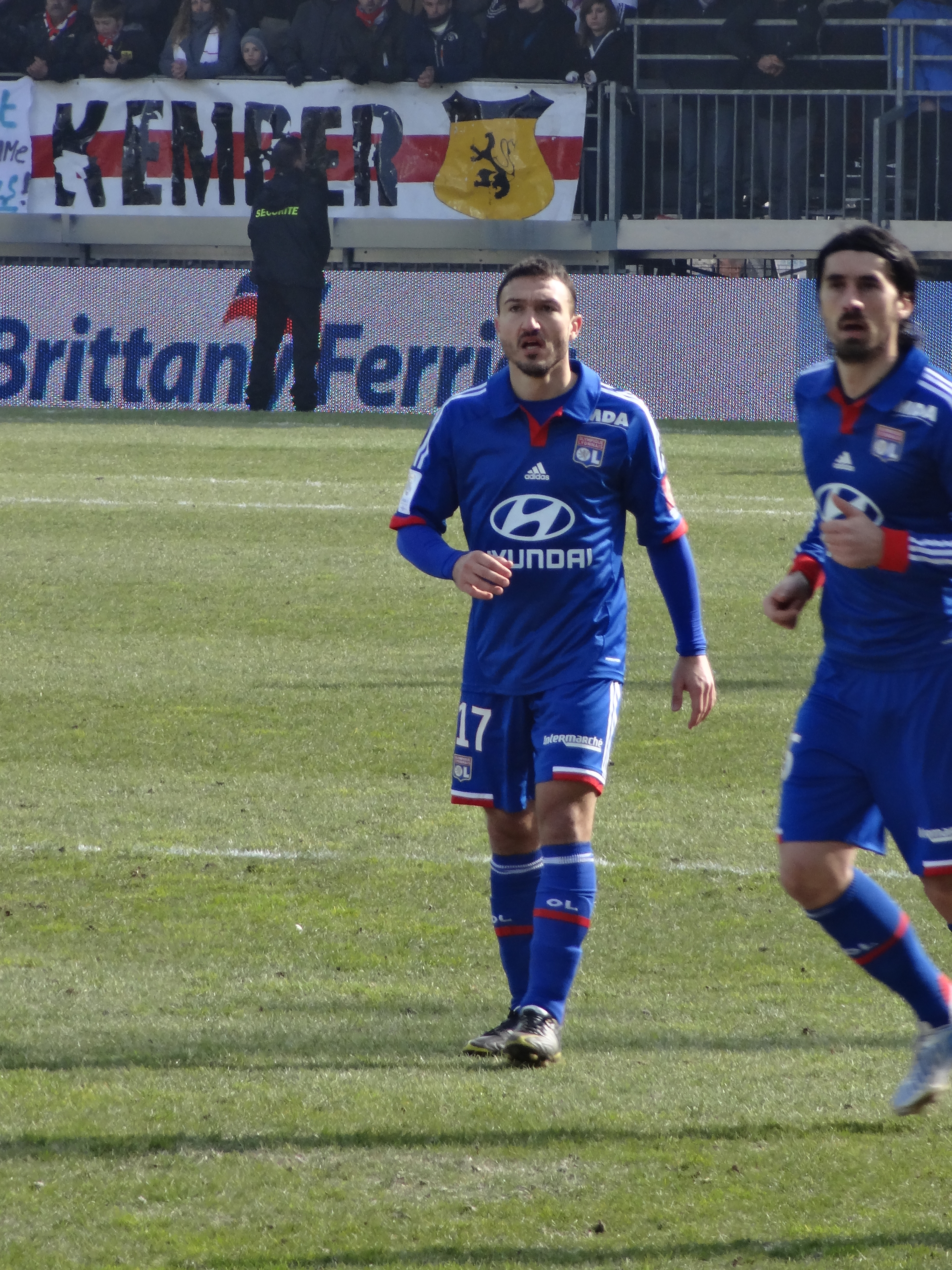
2013年、リヨンでのマルブランク

2012年8月2日の入団テストを経て、25日に古巣のオリンピック・リヨンと1年契約を締結した。初出場を飾った9月2日のヴァランシエンヌFC戦 (3-2) では、マキシム・ゴナロンと中盤でコンビを組んで10ヶ月もの無所属を感じさせない程のプレーを見せると、出場2試合目となった16日のACアジャクシオ戦 (2-0) では75分から出場してリサンドロ・ロペスの得点をアシスト、10月4日のUEFAヨーロッパリーグ 2012-13でのハポエル・イロニ・キリヤット・シュモナFC戦 (4-3) で93分にコーナーキックでグエイダ・フォファナの決勝点、21日のスタッド・ブレスト29戦で素晴らしいチップキックによって57分のバフェティンビ・ゴミスの得点をアシストといったように量産し、11月4日のスタッド・ジェルランでのSCバスティア戦 (5-2) では、ジミー・ブリアンへのアシストに加え、その2分後の95分にペナルティーキックで移籍後初得点にして11年ぶりのリヨンでの得点を挙げた。その後も、11日のソショー戦 (1-1) でゴナロンの先制点、次のRCランス戦 (3-0) で90分にリサンドロ・ロペスの得点をアシストしていき、28日のオリンピック・マルセイユ戦 (4-1) でアレクサンドル・ラカゼットのクロスからボレーシュートで移籍後2得点目を挙げ、12月12日のASナンシー戦でミシェル・バストスの同点弾に対してリーグ通算6度目のアシストを記録する活躍が評価されて同月に契約を2014年6月まで延長した。年が明けた2013年最初の試合となった1月12日のトロワAC戦 (2-1) で11分にコーナーキックからゴナロンの先制点をアシストした。
2014年3月14日のUEFAヨーロッパリーグ 2013-14でのFCヴィクトリア・プルゼニ戦 (4-1) では、開始早々失点する厳しい展開の中でフォファナ、ラカゼット、アルノール・ムヴェンバの得点をそれぞれアシストした。5月28日に契約を2016年までの2年延長した。
2016年夏に、契約満了に伴いクラブを退団した。

#### SMカーン
2016年6月18日に、リーグ・アン所属のSMカーンへの移籍が発表された。

### 代表
ベルギーに生まれながらも、4歳の頃にフランスへ移住したマルブランクは、14歳でU-15フランス代表に招集されてからU-21までの各カテゴリーでプレーし、U-18では主将を務め、U-21では主力としてUEFA U-21欧州選手権2002での準優勝に貢献した。その後、フランスA代表に招集されない状況から、2004年にFIFAが代表に関する規則を改正したことに伴い、出生国のベルギー代表に切り替えることに関心があると語ったが、それから数日後の17日にベルギー代表のエメ・アンテュニス監督はマルブランクの発言に触れ、資格はないと発言している（ベルギー国籍を有していなかった）。
マルブランクの発言から約1ヶ月後の31日にジダンを始めとした負傷者が相次いだ影響から、ジャック・サンティニ監督の下でオランダ戦へ向けてフランスA代表に初招集されているものの、未出場だった。なお、同時期にイングランド代表を率いるスヴェン＝ゴラン・エリクソン監督は、イングランド代表にマルブランクを招集することに関心を示していた。
2012年11月にディディエ・デシャン監督によってイタリア戦へ向けて招集されたが、最終メンバーから落選し、またしても代表デビューを飾ることは出来なかった。

## タイトル

### クラブ
オリンピック・リヨン
- クープ・ドゥ・ラ・リーグ : 2000-01

トッテナム・ホットスパーFC
- フットボールリーグカップ : 2007-08